# Melody Thornton

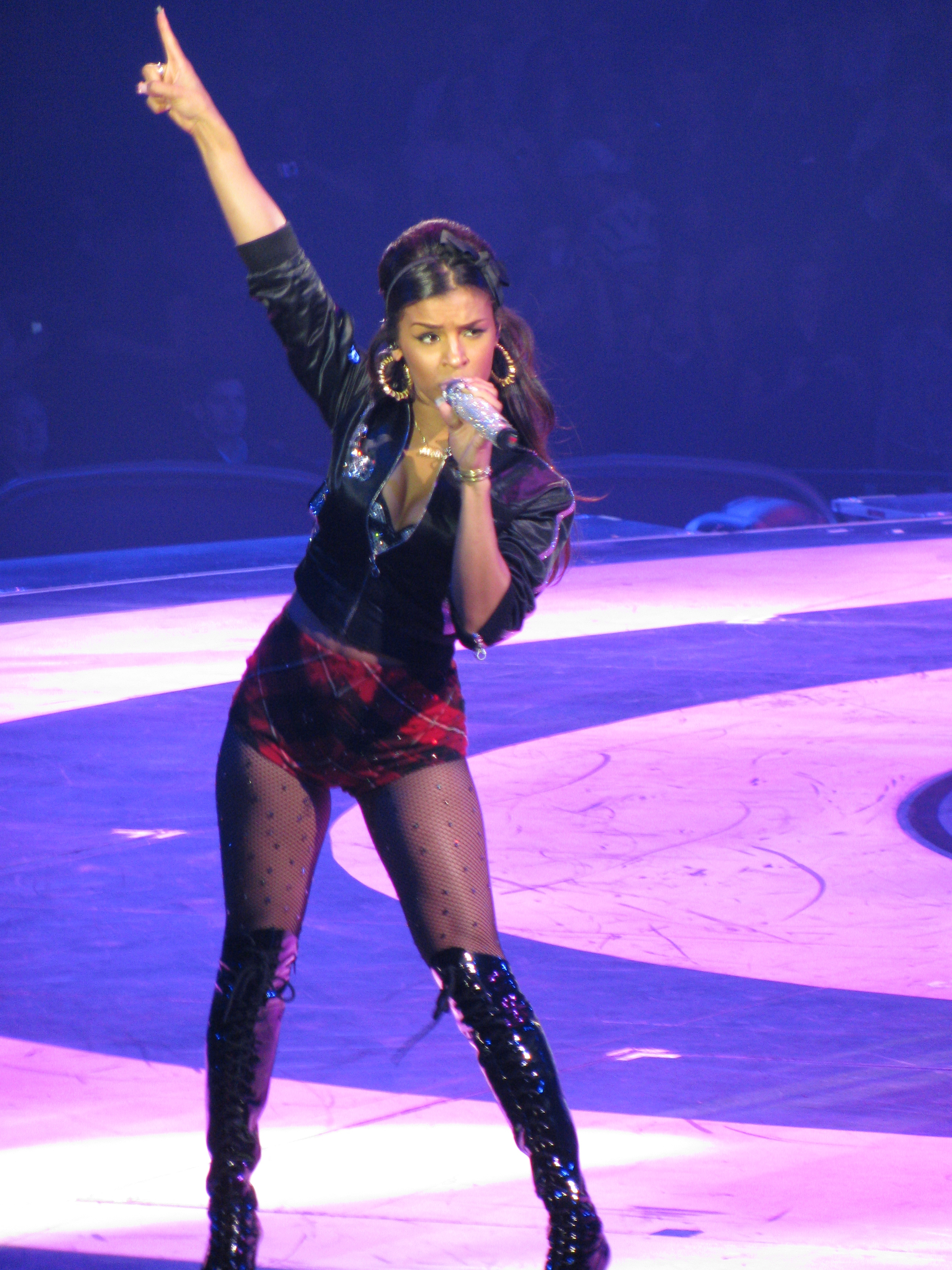
Melody Thornton (2007)

Melody Thornton (* 28. September 1984 in Phoenix, Arizona) ist eine US-amerikanische R&B-Sängerin, Songwriterin und Tänzerin. Bekannt wurde sie als Mitglied der Pussycat Dolls, denen sie von 2003 bis 2010 angehörte.

## Jugend
Thornton wurde 1984 als Tochter einer mexikanisch-amerikanischen Mutter und eines afroamerikanischen Vaters geboren. In der Grundschule wurde ihr Talent erstmals erkannt, als sie Mariah Careys Without You vortrug. Im Jahre 2003 beendete sie die Camelback High School in Phoenix.

## Karriere

### 2003–2010: Pussycat Dolls
→ Siehe Hauptartikel: Pussycat Dolls
Durch ein Special der MTV-Serie Diary mit Christina Aguilera wurde Thornton auf die Suche der Pussycat Dolls nach einer Sängerin aufmerksam. Nachdem sie 2003 die Schule beendet hatte, wurde Thornton Mitglied der Girlband. Nach ihrem Vorsingen wurde sie im Dezember 2003 die Leadsängerin der Pussycat Dolls. So übernahm sie bei dem ersten Fernsehauftritt bei den MTV Asia Awards 2004 den Leadgesang. Die Gruppe trug den Big-Band-Klassiker Big Spender vor. Erst später, im Jahre 2005, wurde Bandkollegin Nicole Scherzinger zur Leadsängerin. In der Gruppe trug Thornton auch den Spitznamen „Baby Doll“, da sie die Jüngste der Band war.
Zwar agierte Thornton bei den Pussycat Dolls seit 2005 hauptsächlich als Backgroundsängerin, dennoch singt sie auch auf den Hitsingles Beep, Buttons (beide 2005), Top of the World und Taking Over the World (beide 2008) die Hauptstimme. Des Weiteren findet sich auf der Deluxe-Edition des zweiten Studioalbums der Pussycat Dolls Doll Domination der Solo-Song Space. 2010 verließ Thornton jedoch die Gruppe, da sie das Gefühl hatte nicht ausreichend Gesangsparts in der Band zu bekommen.

### Seit 2010: Solokarriere
Ihre erste Solosingle Go Too Far erschien bereits 2007 zwischen dem Debütalbum der Pussycat Dolls PCD und dem zweiten Album Doll Domination. Der Song Go Too Far, eine Zusammenarbeit mit Jibbs, erreichte in Neuseeland Platz 17 der Singlecharts. Ende 2009 war sie Jurorin in Ryan Seacrests Sendung Bank of Hollywood, bei welcher Kandidaten eine prominente Jury davon überzeugen müssen in ihren Traum zu investieren. Sie arbeitet seit 2007 an ihrem Solo-Debüt, welches 2011 veröffentlicht werden soll. Unter anderem wirkten bereits die Produzenten Polow Da Don und CeeLo Green an dem Projekt mit. 2011 war sie im Videoclip zur Hit-Single Don´t Wanna Go Home von Jason Derulo zu sehen. Ihr Soloalbum soll Hit the Ground Running heißen und 2012 veröffentlicht werden. Mit dem Album will sie mit ihrer ehemaligen Band The Pussycat Dolls abschließen.
Neben der Arbeit an ihrem Soloalbum veröffentlichte Thornton ein Mixtape mit dem Titel P.O.Y.B.L für ihre Fans.
Die erste Single aus dem Album heißt Lipstick & Guilt, ein Cover des Songs No Church in the Wild von Jay-Z und Kanye West. Das Video zur Single feierte seine Premiere am 12. März 2012 auf dem Sender Rap-Up.com, wo es viele positive Kritiken bekam.
2019 nahm sie an der elften Staffel der britischen Eiskunstlaufshow Dancing on Ice teil.
Ihr zweites Soloalbum erschien am 7. August 2020. Die Songs sind an das Genre der 1960er-Jahre angelehnt. Als erste Single wurde der Song Phoenix Rise ausgekoppelt.
Im August 2022 gewann Thornton als Mirrorball die vierte Staffel der australischen Version von The Masked Singer. Von Dezember 2023 bis Februar 2024 nahm sie als Maypole an der fünften Staffel der britischen Version teil, in der sie den sechsten Platz erreichte.

## Diskografie

### Mit den Pussycat Dolls
→ Siehe Hauptartikel: Pussycat Dolls/Diskografie

### Alben
- 2011: P.O.Y.B.L (Mixtape)
- 2020: Lioness Eyes

### Singles
- 2007: Go Too Far (Jibbs feat. Melody Thornton)
- 2010: Love Gun
- 2011: Sweet Vendetta
- 2012: Lipstick & Guilt
- 2019: Freak Like Me (Harrison feat. Melody Thornton)
- 2020: Phoenix Rise